# Robert James Mackintosh
Robert James Mackintosh; (1806–1864); Aristócrata Británico. Amigo personal de Charles Darwin con quien mantuvo correspondencia por sus viajes en el Beagle. Gobernador de Antigua y Barbuda entre 1850 y 1855, designado por S.M. Victoria I.
| Predecesor: James Macaulay Higginson | Gobernador de Antigua y Barbuda 1850-1855 | Sucesor: Ker Baillie Hamilton |

- Datos: Q5473687